# Collin Morikawa
Collin Morikawa (6 de febrero de 1997) es un golfista estadounidense que ha logrado seis victorias en el PGA Tour, incluyendo dos torneos mayores, el Campeonato de la PGA de 2020 y el Abierto Británico de 2021.
Comenzó su carrera en el PGA Tour con 22 cortes consecutivos, solo superado por la racha de 25 cortes de Tiger Woods.

## Victorias amateur
- 2013 Western Junior
- 2015 Trans-Mississippi Amateur
- 2016 Silicon Valley Amateur,
- 2017 ASU Thunderbird Invitational, Northeast Amateur
- 2018 Wyoming Desert Intercollegiate, Querencia Cabo Collegiate, Annual Western Intercollegiate
- 2019 The Farms Invitational, Pac-12 Championship

## Victorias profesionales (6)

### Victorias en el PGA Tour (5)
| Leyenda                        |
| Major championships (2)        |
| World Golf Championships (1)   |
| Otros torneos del PGA Tour (2) |

| Núm. | Fecha                 | Torneo                    | Puntuación ganadora    | A par                  | Margen de victoria | Subcampeón(es)                                |
| ---- | --------------------- | ------------------------- | ---------------------- | ---------------------- | ------------------ | --------------------------------------------- |
| 1    | 28 de julio de 2019   | Barracuda Championship    | 47 pts (13-7-13-14=47) | 47 pts (13-7-13-14=47) | 3 puntos           | Troy Merritt                                  |
| 2    | 12 de julio de 2020   | Workday Charity Open      | 65-66-72-66=269        | −19                    | Playoff            | Justin Thomas                                 |
| 3    | 9 de agosto de 2020   | Campeonato de la PGA      | 69-69-65-64=267        | −13                    | 2 golpes           | Paul Casey, Dustin Johnson                    |
| 4    | 28 de febrero de 2021 | WGC Championship          | 70-64-67-69=270        | −18                    | 3 golpes           | Billy Horschel, Viktor Hovland, Brooks Koepka |
| 5    | 18 de julio de 2021   | Abierto Británico de Golf | 67-64-68-66=265        | −15                    | 2 golpes           | Jordan Spieth                                 |

### Victorias en el European Tour (4)
| Leyenda                                 |
| Major championships (2)                 |
| World Golf Championships (1)            |
| Tour Championships (1)                  |
| Rolex Series (1)                        |
| Otros torneos del PGA European Tour (0) |

| Núm. | Fecha                   | Torneo                      | Puntuación ganadora | A par | Margen de victoria | Subcampeón(es)                                |
| ---- | ----------------------- | --------------------------- | ------------------- | ----- | ------------------ | --------------------------------------------- |
| 1    | 9 de agosto de 2020     | Campeonato de la PGA        | 69-69-65-64=267     | −13   | 2 golpes           | Paul Casey, Dustin Johnson                    |
| 2    | 28 de febrero de 2021   | WGC Championship            | 70-64-67-69=270     | −18   | 3 golpes           | Billy Horschel, Viktor Hovland, Brooks Koepka |
| 3    | 18 de julio de 2021     | Abierto Británico de Golf   | 67-64-68-66=265     | −15   | 2 golpes           | Jordan Spieth                                 |
| 4    | 21 de noviembre de 2021 | Campeonato Mundial de Dubái | 68-68-69-66=271     | −17   | 3 golpes           | Alexander Björk, Matt Fitzpatrick             |

- El Campeonato Mundial de Dubái es un torneo de las Rolex Series.

## Resultados en los grandes
| Torneo               | 2019 | 2020 | 2021 | 2022 | 2023 |
| -------------------- | ---- | ---- | ---- | ---- | ---- |
| Masters de Augusta   | ND   | T44  | T18  | T5   | T10  |
| Campeonato de la PGA | ND   | 1    | T8   | T55  |      |
| U. S. Open           | T35  | CUT  | T4   | T5   |      |
| Abierto Británico    | ND   | NT   | 1    | CUT  |      |

(LA) = Mejor Amateur
CUT = No pasó el corte
"T" = Empatado con otros
Ret. = Retirado
ND = No Disputado
NT = No se disputó el torneo por el COVID-19
Fondo verde indica victoria. Fondo amarillo, puesto entre los diez primeros (top ten).